# Alfredo Yantorno
Alfredo Yantorno (8 de junio de 1924 - 28 de julio de 1963) fue un nadador argentino que obtuvo medallas de oro en la especialidad de semifondo en el Campeonato Sudamericano de Natación de 1947. Fue el abanderado de la delegación argentina en los Juegos Olímpicos de Londres 1948. 
En 1980, fue galardonado por la Fundación Konex con el premio en natación.